# Fénestella
Fénestella (v. 52 av. J.-C. - v. 19 ap. J.-C.), également nommé Panétius ou pseudo-Théopompe est un historien et un annaliste romain, né vers 52 av. J.-C. et mort vers 19.

## Biographie
Il écrit sous le règne de Tibère. Selon Jérôme de Stridon, il vit de 52 av. J.-C. à 19 ap. J.-C. (selon d'autres, de 35 av. J.-C. à 36 ap. J.-C.). Il est également nommé Panétius ou pseudo-Théopompe.

## Travail
Prenant Varron pour modèle, Fénestella est l'un des principaux représentants du nouveau style d'écriture historique qui, plutôt que les brillantes images descriptives de Tite-Live, discute des incidents et des coutumes curieuses ou anecdotiques de la vie politique et sociale, y compris de l'histoire littéraire. Il est l'auteur d'un ouvrage intitulé Annales, qui couvre l'ensemble de l'histoire de Rome, de sa fondation au principat d'Auguste.
Les fragments indiquent la grande variété des sujets abordés : l'origine de la provocatio ; l'utilisation des éléphants dans les jeux du cirque ; le port des bagues en or ; l'introduction de l'olivier ; le matériel pour la confection de la toge ; la culture du sol ; certains détails sur la vie de Cicéron et de Térence.
L'ouvrage est cité par Pline l'Ancien, Asconius Pedianus, Nonius et les philologues. Des fragments de son œuvre se trouvent dans le fragment Historicorum Romanorum de Hermann Peter (1883).
Un ouvrage publié sous le nom de L. Fenestella (De magistratibus et sacerdotiis Romanorum, 1510) est en réalité de A. D. Fiocchi, chanoine et secrétaire pontifical, et a ensuite été publié comme par lui (sous la forme latinisée de son nom, Floccus), édité par Aegidius Witsius en 1561.
Son œuvre est une source d'inspiration pour les Vies parallèles de Plutarque.